# Tomahawk (groupe)
Pour les articles homonymes, voir Tomahawk.
Tomahawk est un supergroupe de heavy metal, rock expérimental et rock alternatif américain, originaire de Californie.

## Biographie

### Débuts (1999-2003)
Après la séparation de Faith No More en 1998, le chanteur Mike Patton fonde le label Ipecac Recordings, ainsi que le supergroupe de metal expérimental Fantômas avec Buzz Osborne des Melvins et Dave Lombardo de Slayer. Patton fait la rencontre de Duane Denison en 1999 au concert de Mr. Bungle à Nashville et les deux commencent à jouer ensemble. Duane rencontre ensuite recruté l'ancien batteur de Helmet, John Stanier, tandis que Mike embauche Kevin Rutmanis des Melvins et des Cows.
Leur premier album, intitulé Tomahawk, est publié en 2001, produit par Joe Funderburk. Le groupe tourne ensuite intensément à l'international, dans plusieurs pays comme les États-Unis, l'Australie, l'Europe et le Japon. Ils tournent généralement avec des groupes comme Tool. Avec Tool à leur tournée nord-américaine d'été en 2002, le groupe était fréquemment hué et insulté par le public,. Tomahawk joue aussi à divers festivals, comme le Big Day Out 2002 en Australie.
Leur deuxième album, Mit Gas, est publié en 2003. Tomahawk prend part au Geek Tour la même année, avec les Melvins et Fantômas. À leurs débuts, le groupe s'habillait en officiers sur scène et pour des photos promotionnelles.

### Anonymous(2007)
Un troisième album, baptisé Anonymous est sorti le 19 juin 2007. Il puise son inspiration dans la culture amérindienne et contient entre autres des reprises de chants traditionnels indiens. Le bassiste Kevin Rutmanis quitte le groupe lors de l'enregistrement de l'album, les raisons de son départ ne sont pas connues. Tomahawk devient inactif entre 2008 et 2011.

### Retour etOddfellows(depuis 2012)
En juillet 2011, Mike Patton annonce un quatrième album de Tomahawk. Au début de 2012, Tomahawk annonce la venue de Trevor Dunn (Mr. Bungle, Fantômas, John Zorn, MadLove, Trevor Dunn's Trio-Convulsant) à la basse. Le 21 avril 2012, le groupe publie Eponymous to Anonymous, un coffret qui comprend les trois premiers albums du groupe en version vinyle.
À la fin de 2012, le groupe joue en live pour la première fois depuis 2003,.
Le 3 décembre 2012, une vidéo du single Stone Letter est publiée en ligne. Oddfellows est publié le 29 janvier 2013. Le groupe annonce jouer au Mexique pour la première fois le 23 mars 2014, mais annule pour cause de maladie. Le 9 avril 2014, le groupe annonce la publication de deux chansons inédites issues des sessions de Oddfellows. Le single, intitulé M.E.A.T., est publié le 23 mai 2014 en vinyle.

## Style musical et influences
Le style musical du groupe est décrit par la presse spécialisée comme metal alternatif,,,,, rock alternatif,, et rock expérimental. D'autres labels liés au groupe les qualifient de rock progressif, post-rock, hard rock, et heavy metal. Butch Lazorchak du Boston Herald compare le style musical du groupe à des groupes de hard rock des années 1970 comme Blue Öyster Cult.
Le premier album éponyme du groupe mêle rock avec des éléments de musique expérimentale, country, et punk hardcore, et leur second album, Mit Gas, comprend des éléments de heavy metal et de punk rock,.